# Phragmoxenidium mycophilum
Phragmoxenidium mycophilum är en svampart som beskrevs av Oberw. & Schneller 1990. Phragmoxenidium mycophilum ingår i släktet Phragmoxenidium och familjen Phragmoxenidiaceae.  Arten är reproducerande i Sverige. Inga underarter finns listade i Catalogue of Life.